# Haworthiopsis attenuata
Haworthiopsis attenuata, ranije Haworthia attenuata, poznatija kao zebra havortia, je mala sukulentna biljka poreklom iz provincije Istočnog Kejpa, Južna Afrika. Gaji se kao ukrasna biljka, i u pitanju je najčešće kultivisana biljka iz Haworthiopsis roda.

## Opis
U pitanju je zimzelen sukulent sa kratkim listovima raspoređenim u rozeticama od 6–12 cm u prečniku. Listovi su joj zašiljeni ("attenuata" znači "zašiljen") i imaju štrafte belih tuberkula. Biljka se olako deli i olako pušta mladice; u divljini formira velike skupine. Jako je popularna kao kućna biljka jer je otporna na sušu, i vrlo izdrživa.
Vrlo često biva pomešana sa znatno ređom Haworthiopsis fasciata, jer su vrlo sličnog izgleda. Razlika koja se najlakše uočava je da Haworthiopsis attenuata ima bele tuberkule i na gornjoj i na donjoj strani lista (H. fasciata ih ima samo na donjoj strani lista, dok joj je gornja strana lista glatka). Suštinska razlika je da listovi H. attenuata's nisu fibrozni, za razliku od listova H. Fasciata. Dodatno, listovi H.attenuata su obično (mada ne uvek) duži, tanji i više otvoreni.

## Nega
Kao većina sukulenata, Haworthiopsis attenuata preferira zemljište sa dobrom drenažom, kao što su miks za kaktuse ili brzo sušeća mešavina zemlje i peska. Vole jako svetlo, ali previše direktnog sunca može da dovede do izbeljivanja ili žutenja listova. Biljku treba zalivati ravnomerno i obimno u letnjim mesecima, i onda puštati da se zemljište osuši pre sledećeg zalivanja. Na zimu se mogu zalivati retko, jednom u dve nedelje.
Cvetovi im se pojavjuju u Novembru i Decembru. 

## Varijeteti
Vrsta je varijabilna i ima nekoliko podvrsta, uključujući i "tip" varijetet Haworthiopsis attenuata var. attenuata.
Još jedan čest varijetet je Haworthiopsis attenuata var. radula - Hankey Patuljasta Aloa (ranije smatrana za posebnu vrstu) koja ima duže, rožnate listove sa manjim ali učestalijim tuberkulama. Ova vrsta narasta do 15 cm u prečniku i do 15 cm visine.

Forma clariperla ima tuberkule povezane u velike bele "štrafte" na poleđini listova, dok varijetet  britteniana ima posebno krupne i razdvojene tuberkule.
- var. Radula
- var. Clariperla
- var. Brittenae / Britteniana
- var. Glabrata

Varijetet H. attenuata var. glabrata se uglavnom smatra za posebnu vrstu, H. glabrata.